# Mihimaclip 3
「mihimaclip3」（ミヒマクリップ3）は、mihimaru GTが2009年3月4日にリリースしたビデオクリップ集。

## 概要
約1年ぶりとなる3枚目のビデオクリップ集で、前回収録されなかった14thシングル「俄然Yeah!」から19thシングル「幸せになろう」までのビデオクリップに加え、4thアルバム収録曲の「Bon Voyage」、18thシングル「泣き夏」でコラボしたSOFFetがmihimaru GTとコラボし、「泣き夏」と同時発売した「スキナツ」が収録されている。
ライブビデオ「mihimaLIVE2 〜みひっとまだまだガムシャrise at 日本武道館〜」、さらに本作品と「mihimaLIVE2〜」を合わせた2枚組「mihimaLIVE2 at 武道館 and mihimaclip3」と同時発売。

## 収録曲
1. 俄然Yeah!
14thシングル
2. I SHOULD BE SO LUCKY
15thシングルの1曲目
3. diverge
16thシングル
4. ギリギリHERO
17thシングル
5. Bon Voyage
4thアルバムmihimarise収録曲
6. 泣き夏 （mihimaru GT with SOFFet）
18thシングル
7. スキナツ （SOFFet with mihimaru GT）
SOFFetとmihimaru GTがコラボしたSOFFetの14thシングル
8. 幸せになろう
19thシングル